# (200286) 2000 AY49
(200286) 2000 AY49 es un asteroide perteneciente al cinturón de asteroides descubierto el 2 de enero de 2000 por Korado Korlević desde el Observatorio de Višnjan, Zvjezdarnica Višnjan, Croacia.

## Designación y nombre
Designado provisionalmente como 2000 AY49.

## Características orbitales
2000 AY49 está situado a una distancia media del Sol de 2,742 ua, pudiendo alejarse hasta 3,491 ua y acercarse hasta 1,994 ua. Su excentricidad es 0,272 y la inclinación orbital 9,950 grados. Emplea 1659,22 días en completar una órbita alrededor del Sol.

## Características físicas
La magnitud absoluta de 2000 AY49 es 15. 